# العلاقات المكسيكية الإندونيسية
العلاقات المكسيكية الإندونيسية هي العلاقات الثنائية التي تجمع بين المكسيك وإندونيسيا.

## مقارنة بين البلدين
هذه مقارنة عامة ومرجعية للدولتين:
| وجه المقارنة                                              | المكسيك                                                                               | إندونيسيا         |
| --------------------------------------------------------- | ------------------------------------------------------------------------------------- | ----------------- |
| المساحة (كم2)                                             | 1.97 مليون                                                                            | 1.90 مليون        |
| عدد السكان (نسمة)                                         | 130.53 مليون                                                                          | 263.99 مليون      |
| الكثافة السكانية (ن./كم²)                                 | 66.26                                                                                 | 138.94            |
| العاصمة                                                   | مدينة مكسيكو                                                                          | جاكرتا            |
| اللغة الرسمية                                             | اللغة الإسبانية                                                                       | اللغة الإندونيسية |
| العملة                                                    | بيزو مكسيكي                                                                           | روبية إندونيسية   |
| الناتج المحلي الإجمالي (بليون دولار)                      | 1.15 تريليون                                                                          | 1.02 تريليون      |
| الناتج المحلي الإجمالي (تعادل القوة الشرائية) بليون دولار | 2.16 تريليون                                                                          | 2.85 تريليون      |
| الناتج المحلي الإجمالي الاسمي للفرد دولار أمريكي          | 9.01 ألف                                                                              | 3.35 ألف          |
| الناتج المحلي الإجمالي للفرد دولار أمريكي                 | 17.32 ألف                                                                             | 10.52 ألف         |
| مؤشر التنمية البشرية                                      | 0.756                                                                                 | 0.684             |
| رمز المكالمات الدولي                                      | +52                                                                                   | +62               |
| رمز الإنترنت                                              | .mx                                                                                   | .id               |
| المنطقة الزمنية                                           | منطقة زمنية وسطى، المنطقة الزمنية الجبلية، زمن منطقة المحيط الهادئ، منطقة زمنية شرقية |                   |

## مدن متوأمة
في ما يلي قائمة باتفاقيات التوأمة بين مدن مكسيكية وإندونيسية:
- ترتبط مدينة مكسيكو مع جاكرتا باتفاقية توأمة منذ 1 سبتمبر 2008.[14][14][14][14]
- ترتبط مونتيري مع سورابايا باتفاقية توأمة منذ 1993.

## منظمات دولية مشتركة
يشترك البلدان في عضوية مجموعة من المنظمات الدولية، منها:
| علم المنظمة | اسم المنظمة                                      | تاريخ انضمام المكسيك | تاريخ انضمام إندونيسيا |
| ----------- | ------------------------------------------------ | -------------------- | ---------------------- |
|             | مؤسسة التنمية الدولية                            | 24 أبريل 1961        | 20 أغسطس 1968          |
|             | يونسكو                                           | 4 نوفمبر 1946        | 27 مايو 1950           |
|             | وكالة ضمان الاستثمار متعدد الأطراف               | 1 يوليو 2009         | 12 أبريل 1988          |
|             | الأمم المتحدة                                    | 7 نوفمبر 1945        | 28 سبتمبر 1950         |
|             | الفريق المعني برصد الأرض                         | ?                    | ?                      |
|             | الاتحاد البريدي العالمي                          | ?                    | ?                      |
|             | مجموعة العشرين                                   | ?                    | ?                      |
|             | البنك الدولي للإنشاء والتعمير                    | 31 ديسمبر 1945       | 13 أبريل 1967          |
|             | المنظمة الهيدروغرافية الدولية                    | ?                    | ?                      |
|             | الاتحاد الدولي للاتصالات                         | 1 يوليو 1908         | 1949                   |
|             | منظمة حظر الأسلحة الكيميائية                     | ?                    | ?                      |
|             | مؤسسة التمويل الدولية                            | 20 يوليو 1956        | 23 أبريل 1968          |
|             | منظمة التجارة العالمية                           | 1995                 | ?                      |
|             | منتدى التعاون الاقتصادي لدول آسيا والمحيط الهادئ | 17 نوفمبر 1993       | 6 نوفمبر 1989          |
|             | منظمة الشرطة الجنائية الدولية                    | ?                    | 5 أكتوبر 1954          |

## وصلات خارجية
- موقع وزارة الخارجية المكسيكية
- موقع وزارة الخارجية الإندونيسية